# 哥倫比亞號帆船 (1773年)

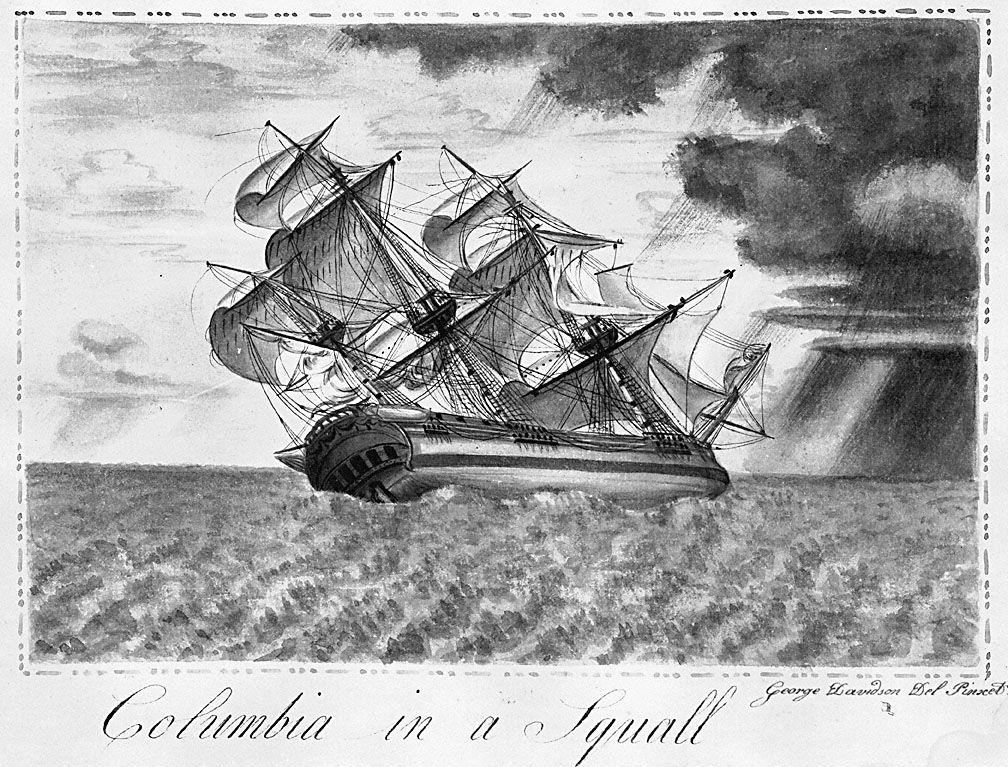
由隨船畫家喬治·戴維森（George Davidson）於1793年時繪製的《狂風中的哥倫比亞號》（Columbia in a Squall）

哥倫比亞號（Columbia），全名重建哥倫比亞號（Columbia Rediviva）是一艘18世紀時的美國籍私有帆船，以麻薩諸塞州波士頓市作為母港。1792年5月11日美國人罗伯特·格雷（Robert Gray）指揮該船航行至北美洲西北海岸與當地印地安人進行毛皮交易的航程中發現了一條大型河流，並且將其依照船名命名為哥倫比亞河，而這條河流後來也成為加拿大卑詩省（英屬哥倫比亞省）的命名由來。
關於哥倫比亞號的建造紀錄有兩種不同的說法，其一是1773年時在麻薩諸塞州諾威爾（Norwell, MA）境內、諾斯河（North River）上的霍伯碼頭（Hobart's Landing）建造；而另一個說法則提及它是在1787年時於同州的普利茅斯（Plymouth, MA）建造。由於自1787年開始的資料中，在提及此船時皆會於船名上加上「Rediviva」的字樣（在拉丁文中代表「重建、復活」之意），因此咸信是同一艘船在下水使用數年後再經過拆解重建的狀況。
「哥倫比亞」一词是美国的别称。這個名字本身是人名「哥倫布」（Columbus）的女性版變體，以此紀念美洲大陸的發現者——克里斯多福·哥倫布。
葛雷船長在隔年（1793年）載運了水獺毛皮航行到中國廣東地區銷售，再返回波士頓，而使哥倫比亞號成為第一艘繞行全世界一週的美國船隻。
哥倫比亞號在1806年時除役並拆解。
由於哥倫比亞號對於美國歷史的重要意義，許多美國的事物都是使用哥倫比亞來命名，包括了多艘軍艦、地名，乃至於美國第一個登月任務阿波羅11號的指揮艙，與美國的第一艘太空梭哥倫比亞號。